# ناحیه تورتل لیک، شهرستان کس، مینه‌سوتا
ناحیه تورتل لیک، شهرستان کس، مینه‌سوتا (به انگلیسی: Turtle Lake Township, Cass County, Minnesota) یک منطقهٔ مسکونی در ایالات متحده آمریکا است که در مینه‌سوتا واقع شده‌است.

## خصوصیات
تورتل لیک تونشیپ ۱۸۶٫۵ کیلومترمربع مساحت و ۶۹۹ نفر جمعیت دارد و ۳۹۹ متر بالاتر از سطح دریا واقع شده‌است.